# Dismas Hataš
Dismas Hataš (° 1er décembre 1724 à Hohenmaut; † 13 octobre 1777 à Gotha) est un  violoniste et compositeur originaire du royaume de Bohême.
Hataš a épousé la chanteuse Anna Franziska Benda (1728–1781), sœur de Georg Anton Benda. Avant cette union, il était depuis 1751 violoniste de la Chapelle de Gotha. Il a composé des symphonies, des sonates et des lieder. Ne nous sont parvenus que deux sonates pour violon et deux lieder.
Jindřich Krištof Hataš était son frère.

## Sources
- (de) Cet article est partiellement ou en totalité issu de l’article de Wikipédia en allemand intitulé « Dismas Hataš » (voir la liste des auteurs).